# Portugals U/18-fodboldlandshold
Portugals U/18-fodboldlandshold er Spaniens landshold for fodboldspillere, som er under 18 år og administreres af Federação Portuguesa de Futeboll (FPF).
| Fodbold | Spire Denne artikel om fodbold er en spire som bør udbygges. Du er velkommen til at hjælpe Wikipedia ved at udvide den. |